# デクセリアルズ

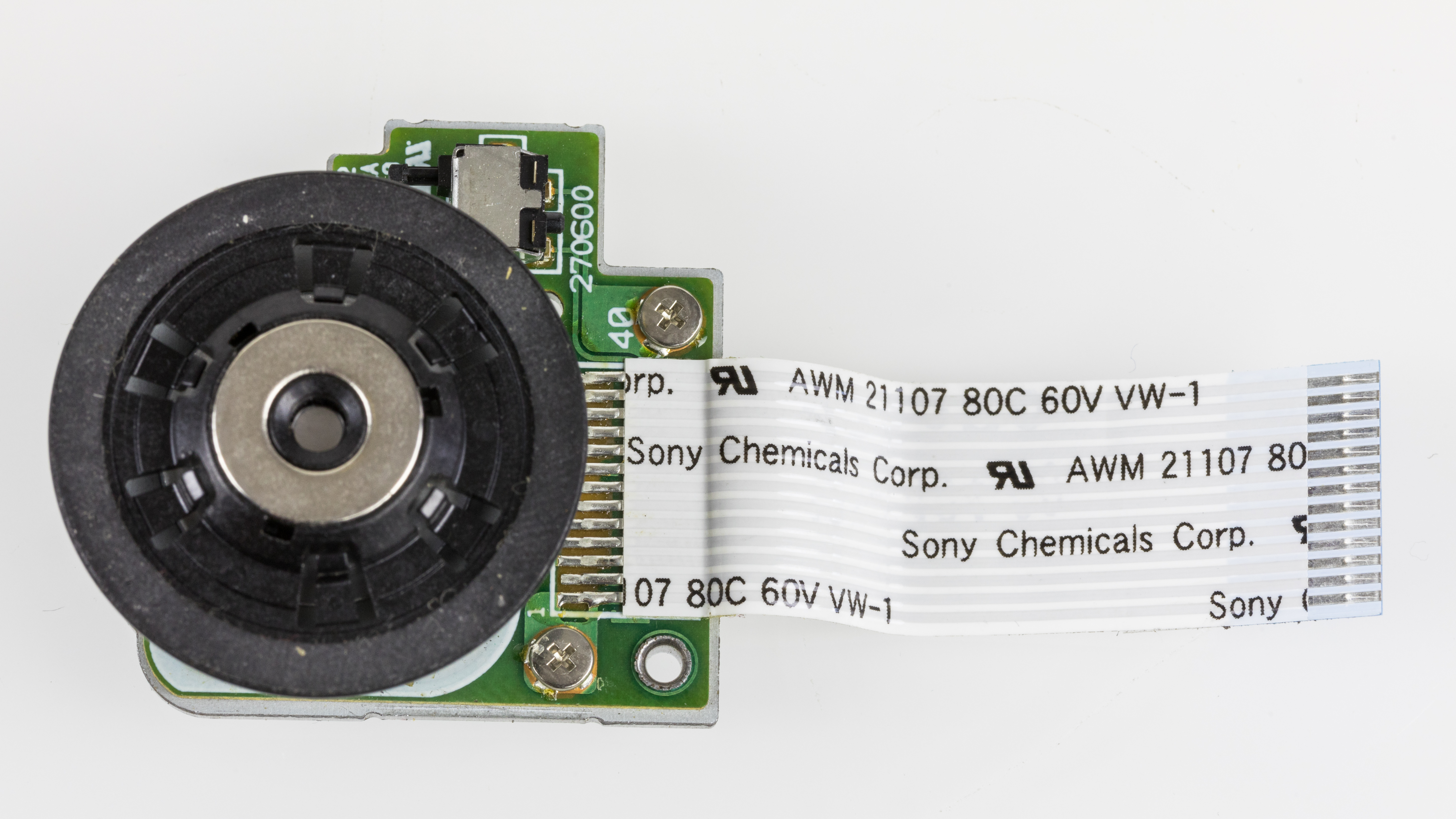

デクセリアルズ株式会社は、電子部品、接合材料、光学材料などの製造・販売する日本の企業である。かつてはソニーグループの一員であったが、2012年（平成24年）9月に日本政策投資銀行とユニゾン・キャピタルグループの投資ファンドとが出資する持株会社に売却された。2015年（平成27年）7月、東証1部に再上場を果たした。現在は東証プライムに上場している。

## 概要
前身のソニーケミカルは東証2部(現・スタンダード)に上場していたが、2000年1月に実施された株式交換によりソニーの完全子会社となり、上場廃止。2006年7月1日にソニーケミカルを存続会社としてソニー宮城と合併し、ソニーケミカル&インフォメーションデバイス株式会社へ社名変更した。ソニーグループからの離脱とともに、2012年9月に現社名に変更した。デクセリアルズとは、dexterousとmaterialsとを組み合わせた造語（かばん語）である。
主な取扱製品は異方性導電膜（ACF）、光学弾性樹脂（SVR）、光学関連フィルム、表面実装型ヒューズ、工業用接着剤、両面・片面テープ、光ディスク用紫外線硬化型樹脂、熱伝導シート、太陽電池用タブ線接合材料、スパッタリングターゲット、無機波長板、無機偏光板などである。
中でも、半導体をパネルに実装する材料としてディスプレーになくてはならない部材である異方性導電膜（ACF）、スパッタリング技術で製造する反射防止フィルム、スマートフォンやタブレットに使われる光学弾性樹脂（SVR）のシェアは世界トップである。
また、経済産業省によって2019年度の健康経営優良法人（ホワイト500）に、2022年度、2023年度、2024年度の健康経営優良法人に認定されている。2022年度、2023年度、2024年度の健康経営優良法人には、関連会社のDexerials Precision Componentsも共に認定されている。

## 沿革
- 1962年（昭和37年）3月5日：ソニーケミカル設立。
- 1987年（昭和62年）7月：東京証券取引所市場第二部に上場。
- 1990年（平成2年）11月：ソニー根上設立。
- 1999年（平成11年）12月28日

：ソニーケミカル上場廃止。
- 2000年（平成12年）1月：株式交換により、ソニーケミカルはソニーの完全子会社となる。
- 2000年（平成12年）4月：ソニー宮城設立。
- 2002年（平成14年）4月：ソニー根上を吸収合併。ソニーケミカルの根上事業所に。
- 2006年（平成18年）7月：ソニーケミカルがソニー宮城を吸収合併し、ソニーケミカル&インフォメーションデバイスに社名変更。
- 2012年（平成24年）9月：ソニーケミカル&インフォメーションデバイスは、日本政策投資銀行とユニゾン・キャピタルグループの投資ファンドとが出資するファンド傘下の持株会社・VGケミカルの完全子会社となり、（旧）デクセリアルズに社名変更。
- 2013年（平成25年）3月：VGケミカルが（旧）デクセリアルズを吸収合併し、デクセリアルズに社名変更。
- 2015年（平成27年）7月29日：東京証券取引所市場第一部に再上場。
- 2021年（令和3年）7月13日：本社を栃木県下野市へ移転
- 2022年（令和4年）3月24日：日本政策投資銀行と共同で、京都セミコンダクターの株式を取得し子会社化[2][3]。